# Wittenmeer
Het Wittenmeer (Duits: Wittensee, Deens: Vittensø) is een eindmorenemeer in kreis Rendsburg-Eckernförde in Sleeswijk-Holstein te Duitsland. Het meer ligt ten zuiden van het natuurpark Hüttener Berge tussen de steden Sleeswijk, Rendsburg en Eckernförde. Ten westen van het Wittenmeer ligt het kleinere Bistenmeer. Rondom het meer liggen de gemeentes Groß Wittensee, Klein Wittensee en Bünsdorf. Het meer is opvallend rechthoekig en men kan hieruit gemakkelijk de restanten van de laatste IJstijd maken.